# 高尚凸尾介
高尚凸尾介（学名：Caudites highi）为粗面介科凸尾介屬下的一个种。